# Darin LaHood

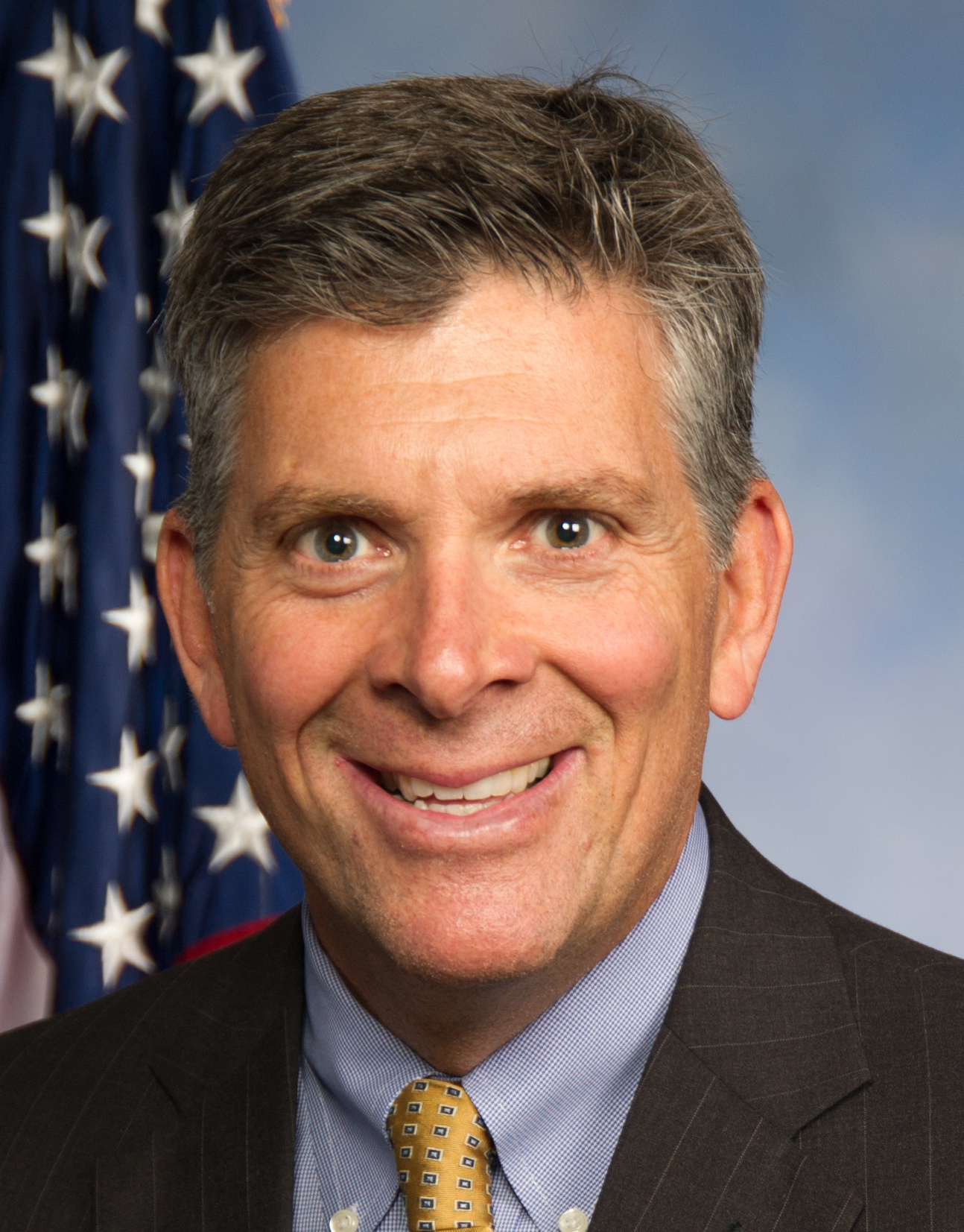
Darin LaHood (2015)

Darin McKay LaHood (* 5. Juli 1968 in Peoria, Peoria County, Illinois) ist ein US-amerikanischer Politiker der Republikanischen Partei. Seit Januar 2015 vertritt er den Bundesstaat Illinois im US-Repräsentantenhaus.

## Werdegang
Darin LaHood ist der Sohn des vormaligen amerikanischen Verkehrsministers und Kongressabgeordneten Ray LaHood. Im Jahr 1986 absolvierte er das Spalding Institute in Peoria. Anschließend studierte er bis 1990 am Loras College in Dubuque in Iowa. Nach einem Jurastudium an der John Marshall Law School, in Chicago wurde er im Jahr 1997 als Rechtsanwalt zugelassen. Zwischen 1997 und 2001 arbeitete er als Staatsanwalt in verschiedenen Bezirken in Illinois und von 2001 bis 2005 war er Staatsanwalt im Bundesgerichtsbezirk für den Staat Nevada. Von 2003 bis 2005 lehrte er auch an der University of Nevada in Las Vegas. Danach kehrte er nach Peoria zurück, wo er als Rechtsanwalt praktizierte.
Politisch schloss sich Darin LaHood der Republikanischen Partei an.  Zwischen 2011 und 2015 saß er im Senat von Illinois. Nach dem Rücktritt des Kongressabgeordneten Aaron Schock wurde LaHood als Kandidat seiner Partei im achtzehnten Wahlbezirk des Staates Illinois in das US-Repräsentantenhaus in Washington, D.C. gewählt, wo er am 10. September 2015 sein neues Mandat antrat. Seither vertrat er bis Januar 2013 den Chichester und seither den sechzehnten Kongresswahlbezirk von Illinois. Seine derzeitige Legislaturperiode im 119. Kongress der Vereinigten Staaten dauert noch bis zum 3. Januar 2027.